# Hans Jørgen Holm
Pour les articles homonymes, voir Holm.
Hans Jørgen Holm, né le 9 mai 1835 à Copenhague et mort le 22 juillet 1916 à Ordrup, est un architecte danois.

## Biographie
Né à Copenhague, il est le fils de Carl Jacob Holm et de Johanne Henriette f. Kierulf.
Il étudie à l'Université technique du Danemark avant d'être admis à l'Académie royale des beaux-arts où il obtient son diplôme en 1855. Parallèlement, il travaille pour Gustav Friedrich Hetsch et Johan Daniel Herholdt dont il est l'élève.
De 1866 à 1879, il est assistant-enseignant en art architectural dans des écoles d'architecture puis, de 1883 à 1908, professeur à l'école d'architecture. En 1872-1873, il devient inspecteur des bâtiments à la ville de Copenhague et de 1883 à 1908, enseigne à l'Académie royale du Danemark.
Il est, entre autres, l'architecte de la cathédrale de Roskilde (1898-1915).
Mort à Ordrup en 1916, il est inhumé au cimetière Vestre.

## Publications
- Tegninger af ældre nordisk Arkitektur, 1872-1884
- Studierejser af Kunstakademiets Elever I-II, 1873-1887

## Œuvres
Parmi ses travaux d'architecture, on  lui doit :
- Les trois premières ailes du Diakonissestiftelsen (1873-1876)
- Rysensteen Gymnasium (1881), puis Tietgensgades School, Copenhague (1885-1886)
- Marché aux bestiaux (1885-1886) avec abattoirs (1887), Kødbyen (en), Copenhague
- Cimetière Vestre, Copenhague (1883)
  - Chapelle Nord, cimetière Vestre (1892)
  - Chapelle sud, aujourd'hui le point focal du Crossroads Project, cimetière Vestre (1905)
- Musée de géologie, Copenhague (1888-1893)
- Musée de Copenhague
- Église de Skive (1896-1898)
- Bibliothèque royale danoise, Slotsholmen, Copenhague (1898-1906)

## Galerie

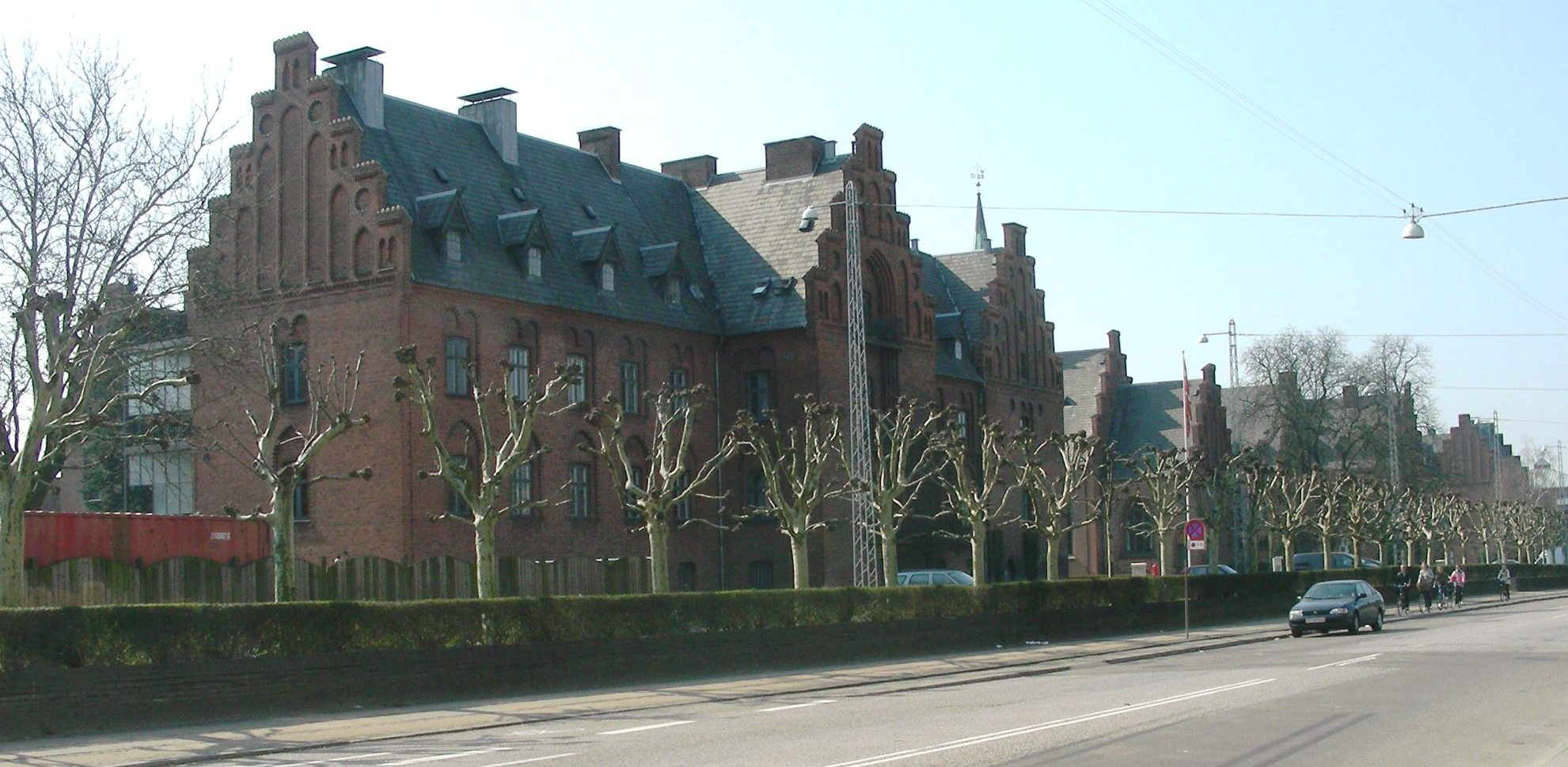
Diakonissestiftelsen, Copenhague
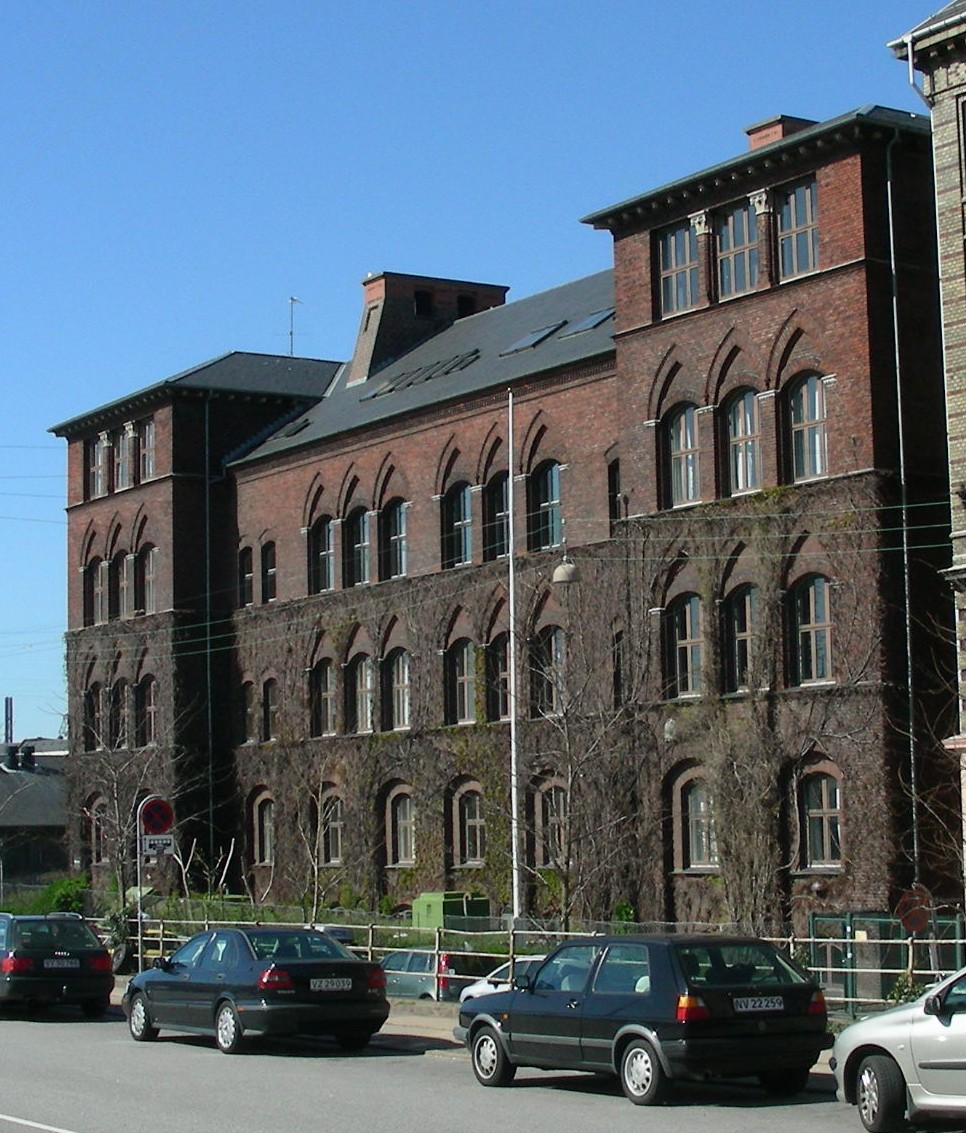
Rysensteen Gymnasium
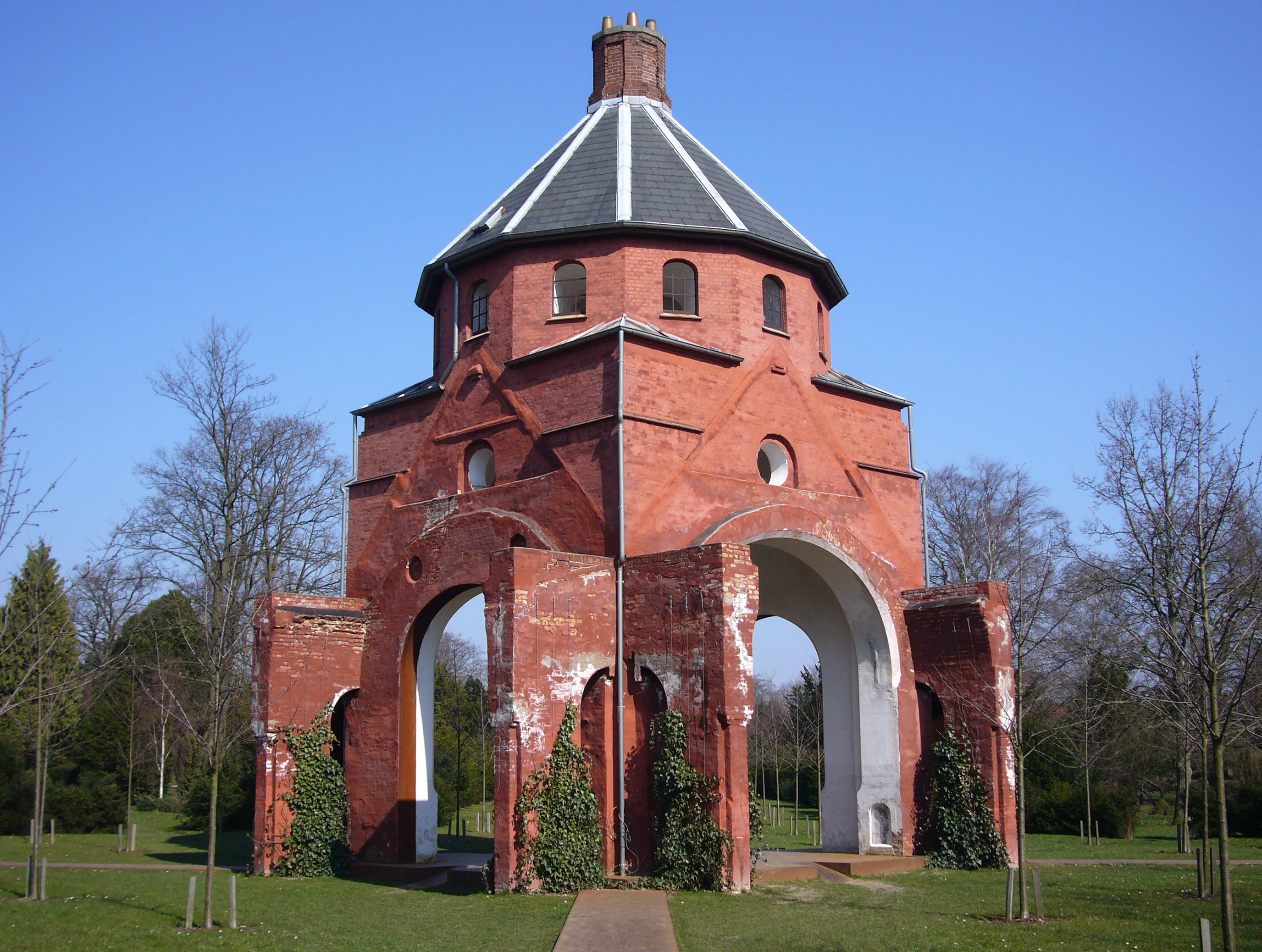
Cimetière Vestre, Copenhague
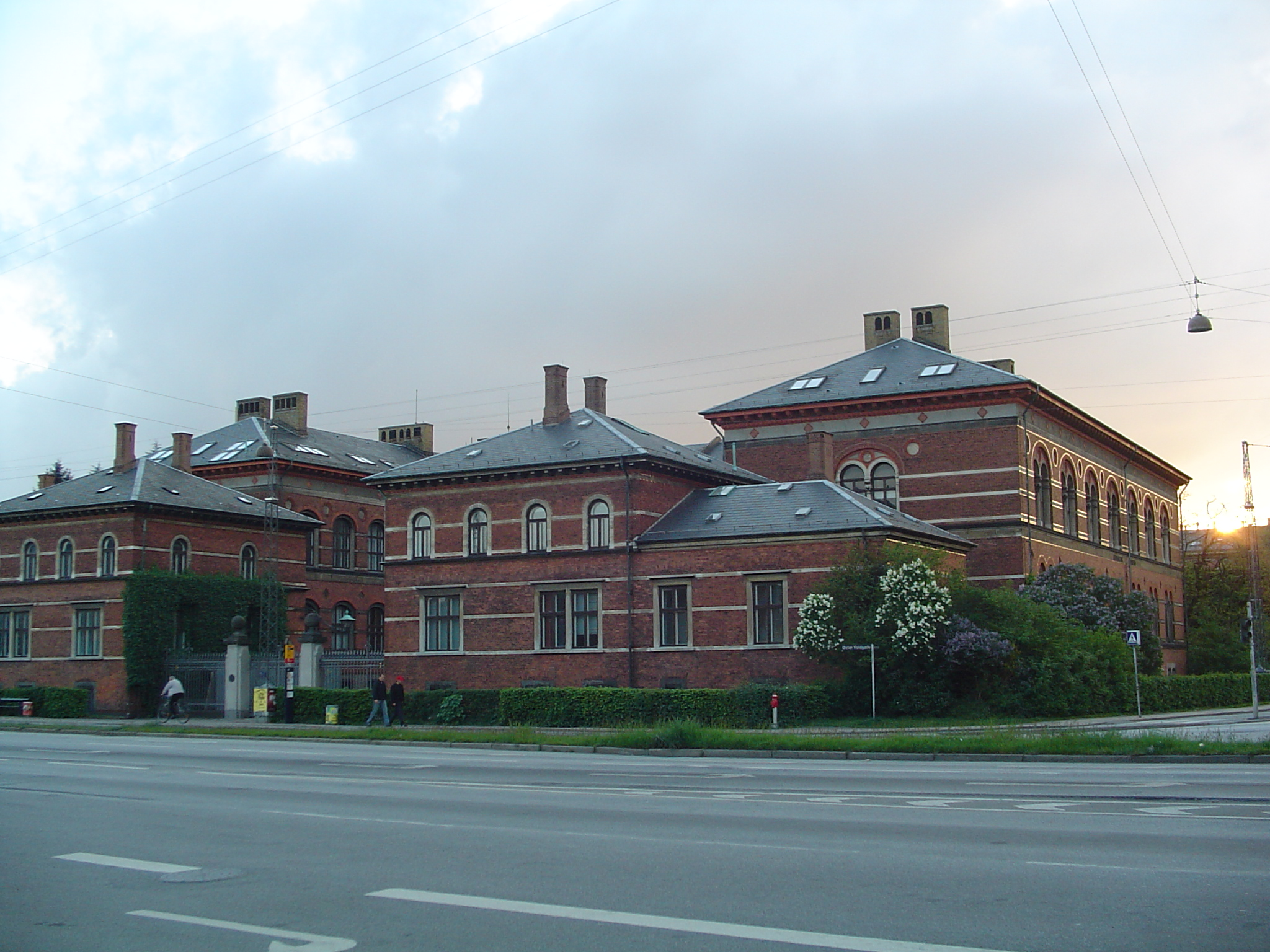
Musée de géologie, Copenhague